# Otočić Dužac (ö i Kroatien, Šibenik-Knins län)
Otočić Dužac är en ö i Kroatien.   Den ligger i länet Šibenik-Knins län, i den södra delen av landet, 230 km söder om huvudstaden Zagreb.
Terrängen på Otočić Dužac är varierad. Öns högsta punkt är 8 meter över havet. 